# 笹神村
笹神村（ささかみむら）は、新潟県下越地方に位置し、五頭山や五頭温泉郷で知られていた村である。水原町への通勤率は14.2%・新潟市（旧西蒲原郡黒埼町を除く）への通勤率は10.8%（いずれも平成12年国勢調査）。
2004年（平成16年）4月、北蒲原郡水原町、安田町、京ヶ瀬村と合併し、阿賀野市になった。
「ささがみ」と読まれることもあり、村内に位置する笹神五頭ゴルフ倶楽部の読み方も「ささがみ」である。

## 地理
新潟県の北東部に位置し、五頭連峰の西山麓に広がる村。東は五頭連峰により三川村と接する。東半分が五頭連峰県立自然公園に含まれる、自然豊かな村である。
新発田小出構造線が地形上に明瞭に表れており、北北東-南南西方向に笹神丘陵と五頭山地が形成されている。両者の間の凹んだ土地に国道290号が走る。
- 山: 五頭山

### 隣接していた自治体
- 豊栄市、新発田市、三川村、水原町、安田町

## 歴史
笹岡では定期市が開かれていたとされる。
- 1967年（昭和42年）8月 - 8・28水害（羽越豪雨）が発生。村杉温泉では旅館の裏山が崩れ国会議員が死亡するなどの被害が発生[5]。
- 1982年（昭和57年） - 昭和57年台風第10号により農業に被害が発生[6]。
- 1995年（平成7年）4月 - 村を震源とする新潟県北部地震が発生。
- 1998年（平成10年）8月 - 平成10年8月新潟豪雨が発生。

### 行政の変遷

#### 旧 笹岡村
- 1889年（明治22年）4月1日 笹岡村、出湯村、大室村が誕生。

| 笹岡村 | 笹岡町、山崎町、川崎村、上山屋村、下山屋村、蒔田村、発久新村新田、赤水村、須走村、横山新村、野村新村新田、金屋村、押切村、塚田新村、川岡新村新田、上坂町村、次郎丸村、羽黒新村 |
| 出湯村 | 出湯村、今坂村、大宮新田、勝屋村、上一分村、下一分村、女堂村、堤新村新田、小栗山新村新田、折居村、上西山新村新田、沢口新村新田、湯沢新村新田                                   |
| 大室村 | 大室村、福井新村、十二神村、山岸新村、山寺村、七浦村、上山田村、上小中山村、宮島村、小中山村新田、七浦村新田、宮下村新田、宮島村新田                                           |

- 1901年（明治34年）11月1日 笹岡村が出湯村、大室村と合併。

#### 旧 神山村
- 1889年（明治22年）4月1日 天神塚村、山倉村が誕生。

| 天神塚村 | 天神堂村、泉新村新田、千原新村新田、下福岡村、沖ノ館村、船居村、荻島新村新田、榎船渡村、本明新村新田、嶋田新村、沖村、高田村ノ内上高田村、上飯塚村、榎 |
| 山倉村   | 山倉村、上関口新村新田、上西野新村新田、高田、熊堂村、山倉村新田地先、上藏野新村新田、上高関村、長起新村新田、南沖山新村新田、村岡村、瀧澤村、山倉村新田、折居村新田、下關口新村新田、下西野新村新田、向中之通、山倉、飯山、山倉村外六ヶ村入會地先、飯山秣ノ内熊堂村新田、下藏野新村新田、上牧野新村新田、北沖山新村新田、藤屋新田、島田新村新田、東沖村新田、中村新村新田、西沖村新田、飯山新村新田、中牧野新村新田 |

- 1901年（明治34年）11月1日 天神塚村、山倉村が合併し、神山村となる。

#### 合併
- 1956年（昭和31年）9月30日 笹岡村、神山村が合併し、笹神村となる。
- 1958年（昭和33年）
  - 8月1日 滝沢の大部分を豊浦村へ編入。
  - 10月10日 天神堂、千原を水原町へ編入。
- 2004年（平成16年）4月1日 水原町、安田町、笹神村、京ヶ瀬村が合併して、阿賀野市になった。

## 経済
- 有機農業 - 「ゆうきの里」をキャッチフレーズとし、村独自の有機肥料が製造されていた[7]。東京の生協と取引した特別栽培米の好評をきっかけとして1990年頃に「笹神村ユーキトピア構想」が打ち出され、ふるさと創生事業を活用して堆肥の生産プラントが建設された[8][9]。
- きのこ栽培 - 一正蒲鉾の「笹神まいたけ栽培センター」[10]をはじめ、村内で盛んに行われていた。
- 工業 - フォトレジスト製造のシプレイ・ファーイーストの製造拠点がおかれていた[11]。

## 交通

### 鉄道路線
- 羽越本線
  - 神山駅

### 道路
一般国道
- 国道290号
- 国道460号

主要地方道
- 新潟県道55号新潟五泉間瀬線

## 名所・旧跡・観光スポット・祭事・催事
- 新潟ロシア村（2004年閉園）
- わんわんぱーく - 新潟ロシア村が1997年6月[12]にオープンした「わんわん動物園201」の犬を譲り受けて2002年オープン[13]。
- 笹神ケイマンゴルフパーク - 1990年9月オープン[14]。のちに閉業。
- 笹神五頭ゴルフ倶楽部
- 五頭高原スキー場 - 1975年オープンの村営スキー場[15]。のちに閉業。
- 五頭温泉郷
  - 出湯温泉
  - 今板温泉
  - 村杉温泉
- 岩瀬の清水
- 五頭山麓県民いこいの森
- 笹岡城
- 笹神村郷土資料館

### 五頭山
五頭山（ごずさん）は五頭連峰に属する山で旧当村と三川村（現阿賀町)の境に位置する。名前の通り、五つの峰を持つ。かつて弘法大師によって開かれた霊山といわれ、五つの峰それぞれの頂に仏像が安置されている。標高913m。高さは周りの菱ヶ岳（974m）や松平山（954m）に及ばないが、その風格から五頭連峰の主峰と認められている、といってもよいだろう。山麓には五頭温泉郷や、キャンプ場などの観光施設が点在する。